# Lijst van voetbalinterlands Brazilië - Zuid-Korea (vrouwen)
Deze lijst van voetbalinterlands is een overzicht van alle officiële voetbalinterlands tussen de nationale vrouwenteams van Brazilië en Zuid-Korea. De landen hebben tot nu toe vier keer tegen elkaar gespeeld.

## Wedstrijden
| № | Plaats          | Datum             | Competitie        | Wedstrijd             | Uitslag |
| - | --------------- | ----------------- | ----------------- | --------------------- | ------- |
| 1 | Kansas City     | 7 oktober 1999    | Vriendschappelijk | Brazilië − Zuid-Korea | 4 − 0   |
| 2 | Gangneung       | 5 augustus 2001   | Vriendschappelijk | Zuid-Korea − Brazilië | 3 − 1   |
| 3 | Washington D.C. | 21 september 2003 | WK 2003           | Brazilië − Zuid-Korea | 3 − 0   |
| 4 | Montréal        | 9 juni 2015       | WK 2015           | Brazilië − Zuid-Korea | 2 − 0   |

## Samenvatting
| Competitie        | Totaal gespeeld | Winst Brazilië | Gelijk | Winst Zuid-Korea | Doelsaldo Brazilië – Zuid-Korea |
| ----------------- | --------------- | -------------- | ------ | ---------------- | ------------------------------- |
| WK-eindronde      | 2               | 2              | 0      | 0                | 5 − 0                           |
| Vriendschappelijk | 2               | 1              | 0      | 1                | 5 − 3                           |
| Totaal            | 4               | 3              | 0      | 1                | 10 − 3                          |